# Iwan Kondratjewitsch Saizew

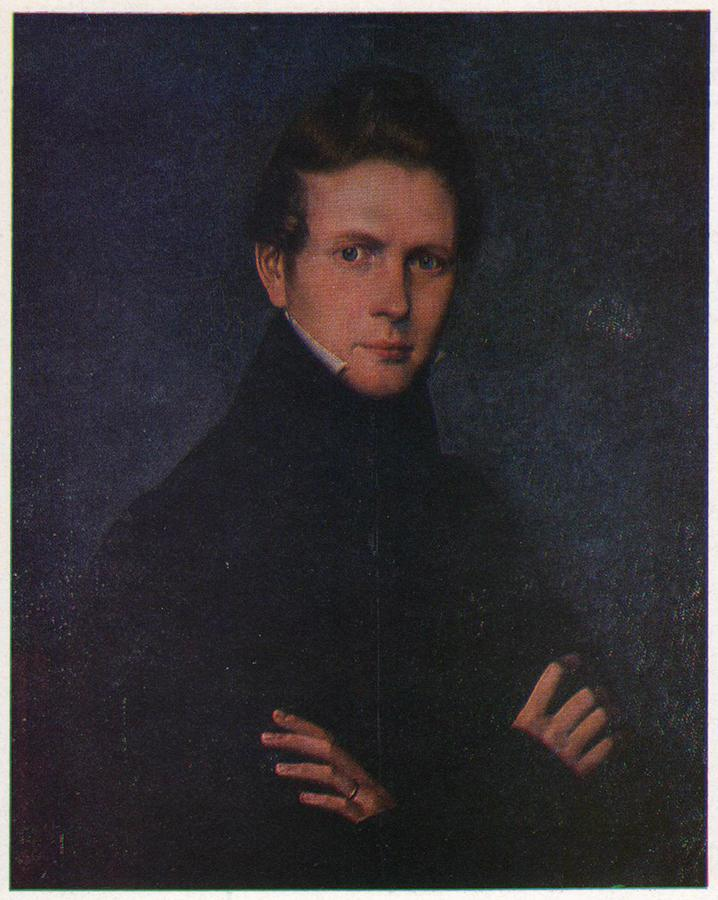
Selbstporträt Iwan Saizew, 1835 Öl auf Leinwand; Kunstmuseum Poltawa

Iwan Kondratjewitsch Saizew (russisch Иван Кондратьевич Зайцев; * 1805 bei Gorodischtsche, Gouvernement Pensa, Russisches Kaiserreich; † 11. Dezemberjul. / 23. Dezember 1887greg. in Poltawa, Gouvernement Poltawa, Russisches Kaiserreich) war ein russischer Maler.

## Leben
Iwan Saizew war Sohn eines Leibeigenen. Mit der Erlaubnis seines Lehnsherrn studierte er von Oktober 1823 bis 1827 an der Schule der Malerei AV Stupin, einer privaten Kunstschule in Arsamas. Nachdem sein Herr verstorben war, erlaubte ihm sein neuer Besitzer, der in Sankt Petersburg lebte, ab 1830 an der Sankt Petersburger Akademie der Künste zu studieren. Dort 1834 für ein Selbstporträt und 1835 für ein Gruppenbild je eine Silbermedaille. 1837 erhielt er das Diplom eines freien, nicht-klassischen, Künstlers. In St. Petersburg lernte er in den frühen 1830er Jahren den Maler und ukrainischen Lyriker Taras Schewtschenko kennen.
Nachdem er geheiratet hatte, unterrichtete er zwischen Oktober 1839 und 1847 am ersten Sankt Petersburger Kadettenkorps Malerei und von 1848 an lehrte er über einen Zeitraum von 37 Jahren am Poltawa-Kadettenkorps Malerei. In Poltawa war er eine angesehene Person des öffentlichen Lebens und Gründer des dortigen Frauengymnasiums, an dem er auch über lange Jahre Zeichnen unterrichtete. Er starb 82-jährig in Poltawa.